# IC 4290
IC 4290 је спирална галаксија у сазвјежђу Хидра која се налази на листи објеката дубоког неба у Индекс каталогу.
Деклинација објекта је - 28° 1' 19" а ректасцензија 13h 35m 19,6s. Привидна величина (магнитуда) објекта IC 4290 износи 13,4 а фотографска магнитуда 14,2. IC 4290 је још познат и под ознакама ESO 444-74, MCG -5-32-44, PGC 47905.